# Крама (одежда)

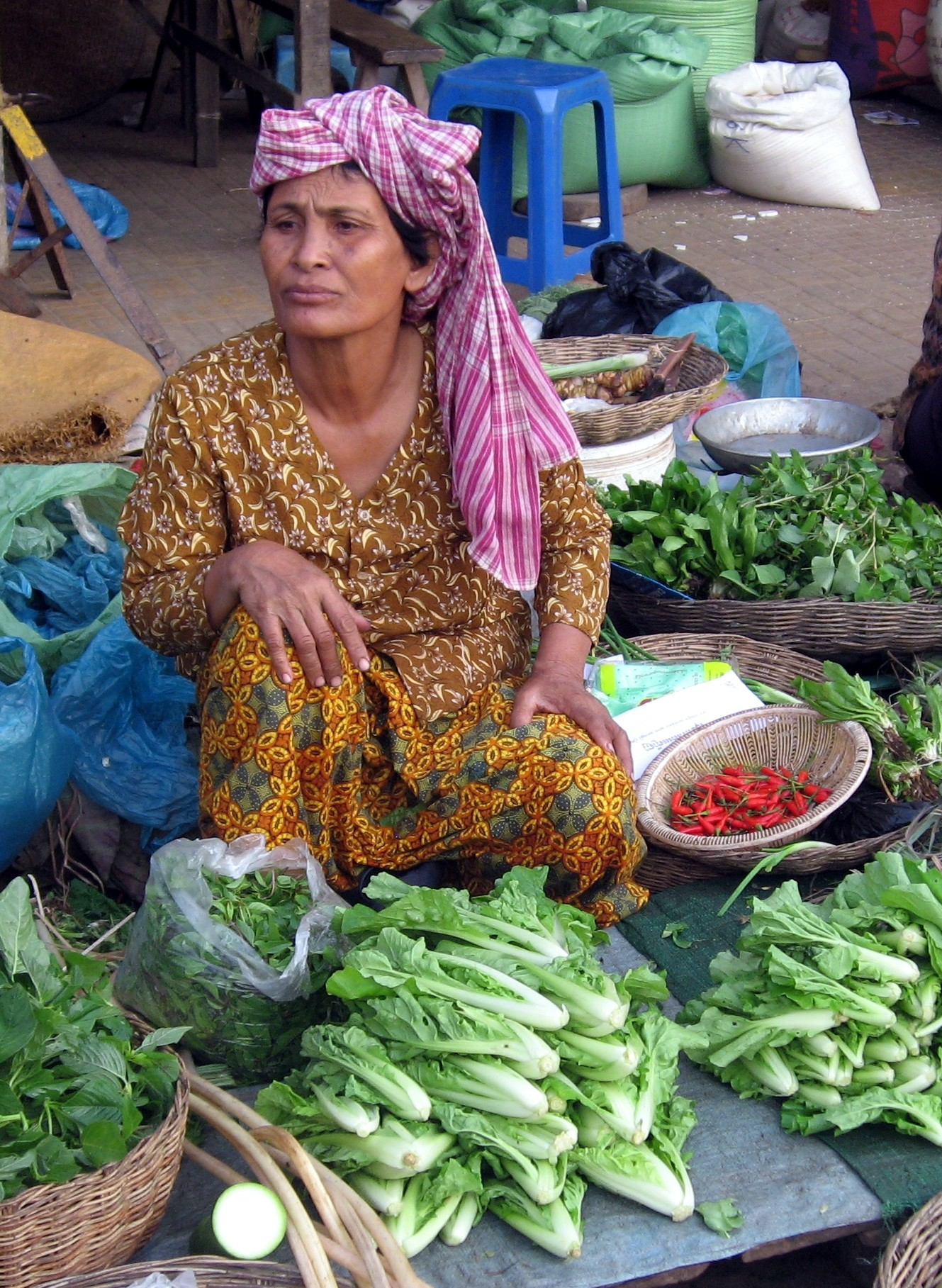
Женщина-продавец в повязанной на голову краме, город Кампонгтхом

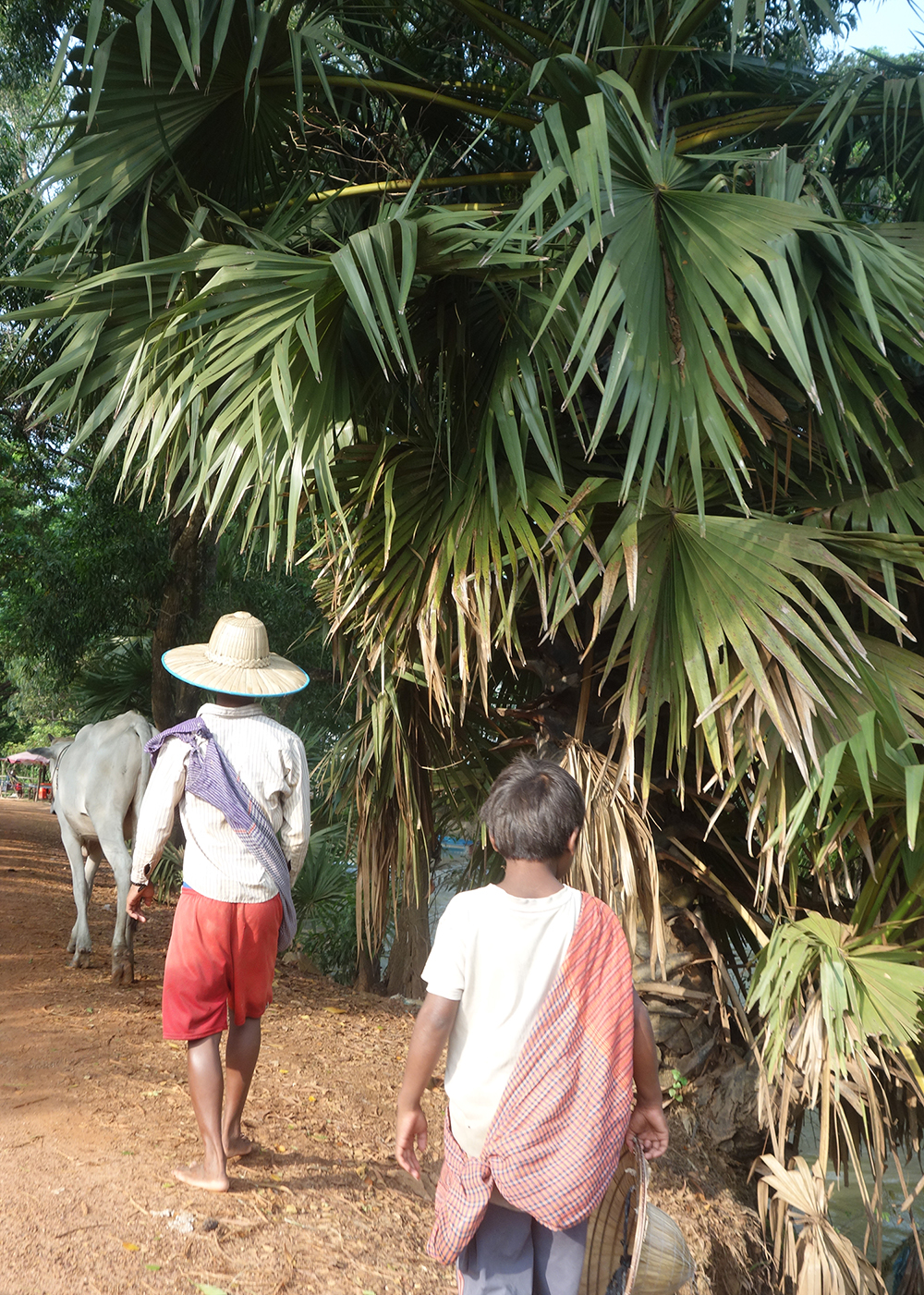
Фермер с сыном в крамах, окрестности Сиемреапа

Кра́ма (кхмер. ក្រមារ) — традиционный камбоджийский элемент одежды, шьется из плотной ткани и может быть использована в различных целях, в том числе как шарф, бандана, для защиты лица, в декоративных целях, а также как гамак для детей . В качестве элемента одежды она используется мужчинами, женщинами и детьми. Цвет и рисунок крамы могут быть различными, однако чаще всего она бывает в клетку или в полоску, красного или синего цвета. 
Крама является национальным символом Камбоджи.
Похожий тайский предмет одежды, пха кхау ма (ผ้าขาวม้า), распространён в регионе Исан на северо-востоке Таиланда, где используется как тайцами, так и этническими кхмерами.